# قبضين (حورة)
'

تعديل مصدري - تعديل

قبضين هي إحدى قرى عزلة حوره بمديرية حورة التابعة لمحافظة حضرموت، بلغ تعداد سكانها 125 نسمة حسب تعداد اليمن لعام 2004.